# Tiberius Claudius Marinus Pacatianus
Tiberius Claudius Marinus Pacatianus († Moesia, 248 körül) angol nyelvterületen (a Nagy melléknevet is odateszik a nevéhez). 248 körül a Római birodalom Duna menti területein volt trónkövetelő, I. Philippus Arabs idején.
Ismertek az általa kiadott pénzérmék, és Zosimus valamint Zonaras is említést tesz róla. Utóbbi szerint egy Duna menti légió parancsnoka volt. Zosimus szerint pedig Moesia tartományban lázadt fel. Bizonyára ő ellenőrizte Viminacium és Iotapianus helyőrségeket (az utóbbi Syria provinciában volt). Azt üzente I. Philippus császárnak, hogy ajánlja fel lemondását a római szenátusnak, de Caius Traianus Decius szenátor, akit Philippus küldött, hogy tárgyaljon a lázadókkal, jó érzékkel vette észre, hogy Pacatianust saját katonái bizonyára még azelőtt meg fogják ölni, mielőtt Rómába érne.

## Külső hivatkozások
- Körner essay on usurpers
- Pacatianus coinage